# Shalanda Young
Shalanda Delores Young, née le 29 août 1977 à Zachary en Louisiane, est une femme politique américaine qui est la directrice du Bureau de la gestion et du budget, ayant auparavant occupé le poste par intérim du 24 mars 2021 au 17 mars 2022 en même temps que directrice adjointe. Elle travail précédemment pour le Comité des crédits de la Chambre des représentants des États-Unis en tant que directrice du personnel,.

## Jeunesse et éducation
Shalanda Delores Young nait à Zachary, en Louisiane, et grandit à Clinton,. Après avoir obtenu son diplôme de l'école secondaire Scotlandville Magnet, elle obtient un baccalauréat en psychologie de l'université Loyola de la Nouvelle-Orléans et une maîtrise en administration de la santé de l'université Tulane,,.

## Carrière
Young déménage à Washington vers 2001, où elle devient une Presidential Management Fellow auprès des National Institutes of Health,.
Pendant 14 ans, Young travaille comme membre du personnel du Comité des crédits de la Chambre des représentants des États-Unis,,. En février 2017, elle est nommée directrice du personnel du comité, poste qu'elle occupe jusqu'à sa nomination au poste de directrice adjointe de l'OMB en 2021,,. En tant que directeur du personnel du comité, Young participe à la création de propositions liées à mettre fin à la fermeture du gouvernement fédéral américain de 2018-2019 et à la réponse du gouvernement fédéral à la pandémie de COVID-19,.

### Bureau de la gestion et du budget

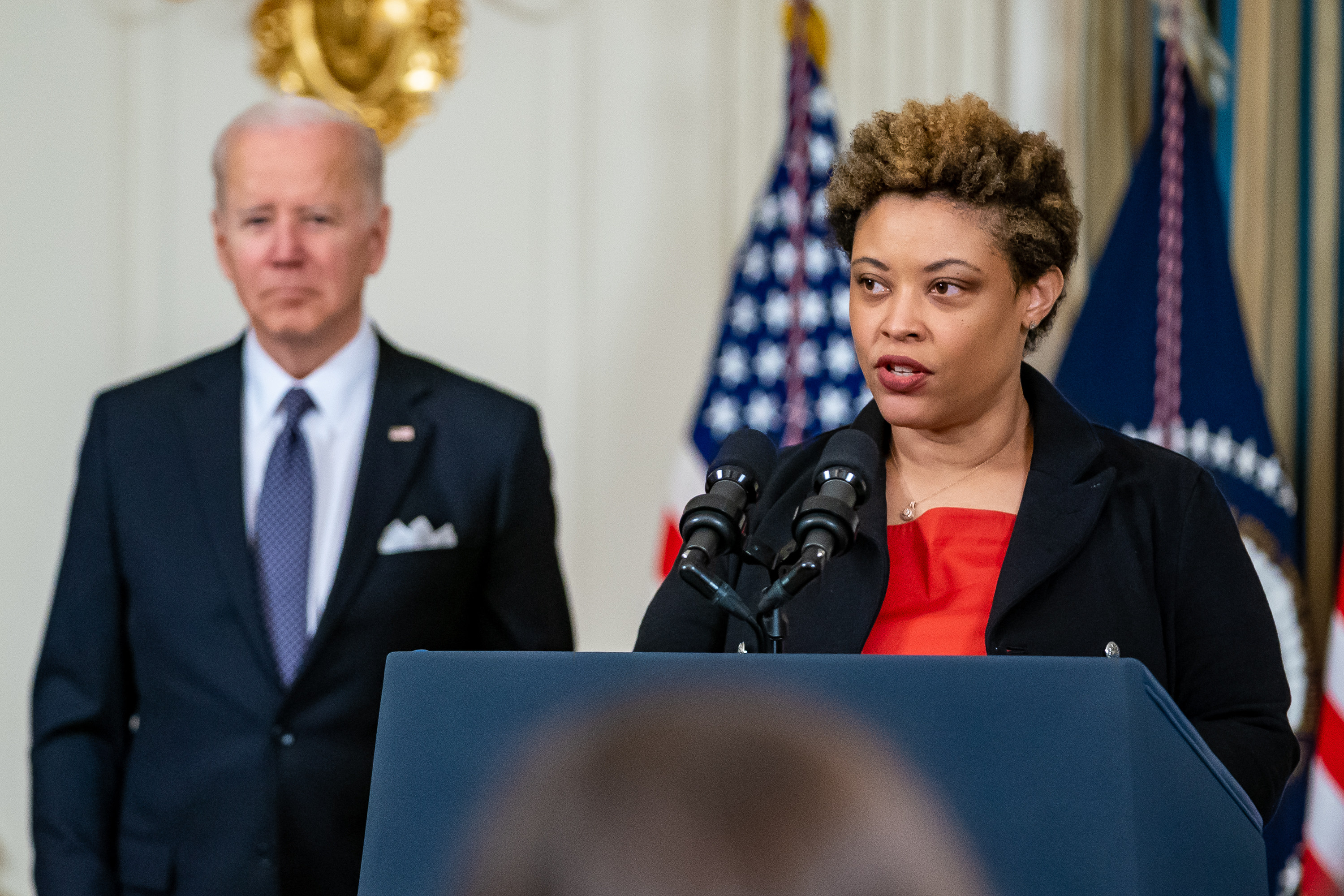
Young avec le président Joe Biden dans la salle à manger d'État de la Maison Blanche, le 28 mars 2022.

Lors d'une audience concernant sa nomination au poste de directrice adjointe de l'OMB, elle reçoit des éloges de la part des membres républicains du Comité sénatorial du budget, notamment Lindsey Graham, qui a déclaré : « Tous ceux qui traitent avec vous de notre côté n'ont que de bonnes choses à dire. »,, L'approbation de sa nomination au poste de directrice adjointe par le Comité sénatorial de la sécurité intérieure et des affaires gouvernementales est moins bipartisane, avec un vote selon les lignes de parti pour la faire avancer, les sénateurs républicains exprimant des inquiétudes quant à son soutien à la suppression de l'amendement Hyde du budget fédéral.
Confirmée comme directrice adjointe de l'OMB, elle est ensuite devenue directrice par intérim en absence de directrice confirmée,.

Alors que la nomination de Neera Tanden au poste de directrice de l'OMB rencontre une opposition forte des républicains, les démocrates du Congressional Black Caucus commencent à pousser Young pour le poste de directrice de l'OMB, dans l'hypothèse où la nomination de Tanden échoue. Après le retrait de Tanden au poste, la CBC et la New Democrat Coalition appuient Young pour la remplacée,. La présidente de la Chambre des représentants, Nancy Pelosi, le chef de la majorité, Steny Hoyer, et le chef de file de la majorité, Jim Clyburn, publient également une déclaration commune concernant Young, déclarant :
En tant que membres de longue date du Comité des crédits, nous sommes très fiers de recommander Shalanda Young au poste de directrice du Bureau de la gestion et du budget. ... Son leadership à la tête de l'OMB serait historique et enverrait un message fort indiquant que cette administration est désireuse de travailler en étroite collaboration avec les membres du Congrès pour élaborer des budgets qui répondent aux défis de notre époque et peuvent garantir un large soutien bipartisan,,.
Young reçoit aussi l'approbation de Rosa DeLauro, présidente de la commission des crédits de la Chambre, pour le poste de directrice de l'OMB, ainsi que de plusieurs sénateurs républicains autres que Lindsey Graham, notamment Richard Shelby, membre de haut rang de la commission des crédits du Sénat,,.
Young est confirmé par le Sénat américain par un vote de 63 contre 37 pour être adjoint au OMB, le 23 mars 2021.
Le 24 novembre, Biden a annoncé qu'il nommerait Young au poste de directrice de l'OMB, après huit mois en tant que directrice par intérim. Le Sénat confirme Young lors d'un vote de 61 à 36 le 15 mars 2022.
Young, aux côtés de Steve Ricchetti et Louisa Terrell, est choisi pour diriger le camp démocrate dans les négociations sur la crise du plafond de la dette américaine de 2023. Le représentant Garret Graves, un allié clé de Kevin McCarthy et sur les questions de dette et de budget, est choisi pour diriger le côté républicain. Ayant la réputation d'être connu et apprécié par les membres des deux partis, la contribution de Young a été décrite comme « indispensable » pour parvenir à un accord.